# Scheloribates rostrodentatus
Scheloribates rostrodentatus är en kvalsterart som beskrevs av Hammer 1977. Scheloribates rostrodentatus ingår i släktet Scheloribates och familjen Scheloribatidae. Inga underarter finns listade i Catalogue of Life.